# Frase ganxo
Una frase ganxo (en anglès: catch phrase) és una frase o expressió caracteritzada per la seva constant repetició. Aquestes frases memètiques s'originen sovint en la cultura popular i en les arts, i es difonen en una gran varietat de mitjans de comunicació (com ara literatura o publicacions, pel·lícules, televisió o ràdio), així com en el boca-orella.
Algunes frases ganxo arriben a convertir-se en la carta de presentació de la persona o personatge que les va originar, i pot ajudar a l'hora d'identificar un actor amb el personatge que interpreta. Aquest és especialment el cas dels actors de comèdia.

## Exemples
- "Daba daba du..!!" - Els Picapedra.
- "Sue Ellen, ets un pendó" - primera expressió que contenia un mot malsonant que es va sentir a TV3.
- "A.. jugaar..!!" - Joaquín Prat.
- "Fistro pecador...", "Te das cuen?..." - frases ganxo de Chiquito de la Calzada.
- "Allons-y" - frase ganxo del desè Doctor Who interpretat per David Tennant.